# Svenska Kristdemokraternas historia
Kristdemokraternas historia handlar om det svenska partiet Kristdemokraternas historia. Partiet bildades 1964 på initiativ av Lewi Pethrus. Partiet är sedan 1991 ett riksdagsparti och Kristdemokraterna kom också in i riksdagen 1985, då i form av en valteknisk samverkan med Centerpartiet.

## Bildandet (1956–1964)

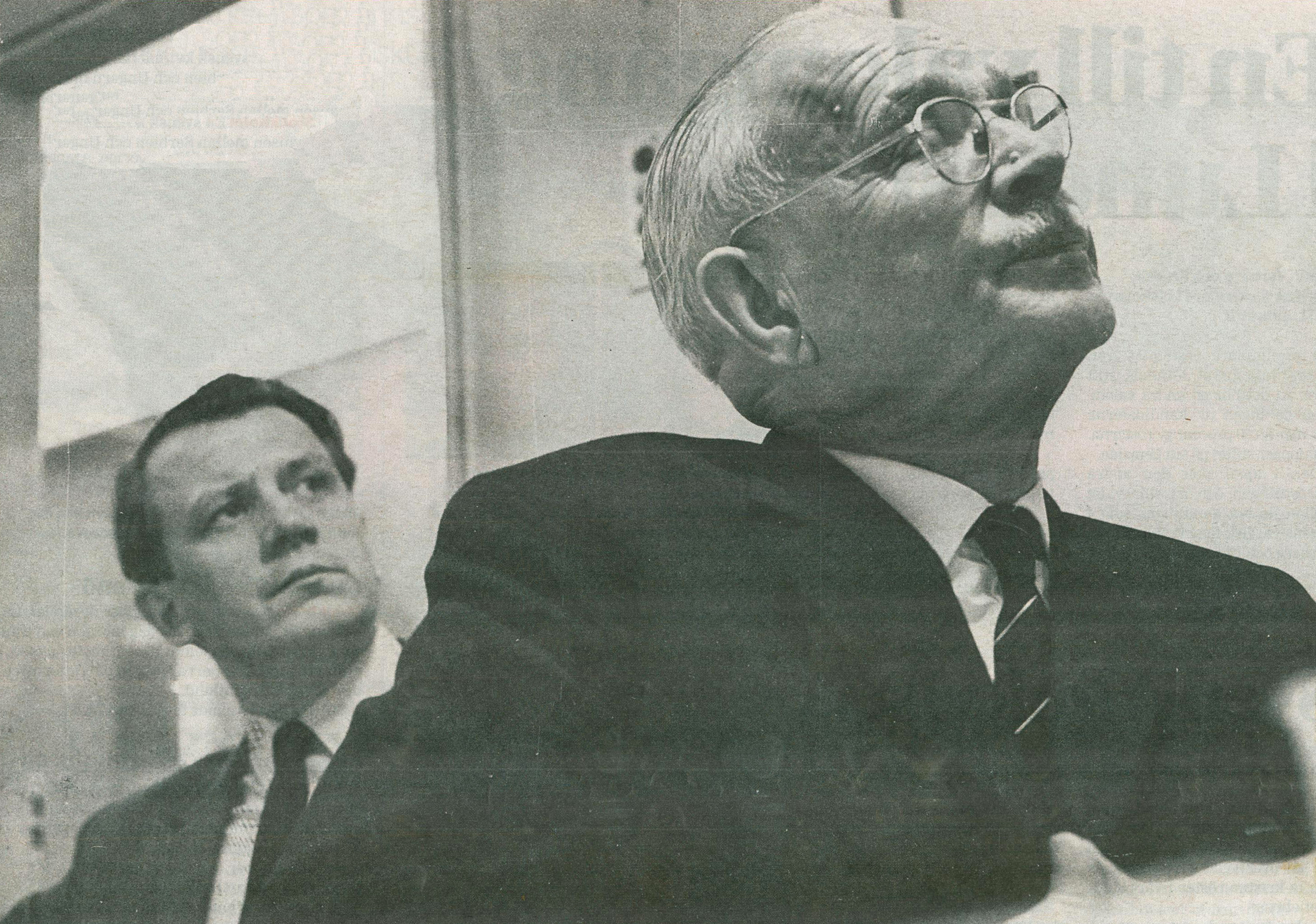
Lewi Pethrus, partiets initiativtagare och Birger Ekstedt, förste partiledaren 1964

### Bakgrunden till bildandet
1956 bildades gruppen Kristet Samhällsansvar (KSA) för att lyfta fram kristna kandidater och värderingar. Organisationens sekreterare Birger Ekstedt, som senare skulle bli ledare för det nya partiet och Lewi Petrus var organisationens vice ordförande. Samma år engagerade sig Lewi Pethrus i Högerns kulturråd. Två år senare, i november 1958, avsade han sig dock uppdraget med hänvisning till att han inte ville bli betraktad som högerman.
Kraften som lades ned i KSA ledde dock oftast till att kandidaterna fungerade som röstdragare åt partierna men inte fick en sådan placering att de blev invalda.
Något som bidrog till politiskt intresse bland kristna var 1963 års förslag till ny gymnasiereform där kristendomsämnet skulle skäras ned mycket kraftigt. Gymnasieutredningen hade föreslagit att ta bort Kristendomskunskap helt om 5 timmar per vecka och ersätta detta med Religionskunskap 2,5 timmar per vecka och att ämnet helt skulle tas bort i de sista årskurserna. Som en reaktion på detta startades en namninsamling mot förändringen som gav nära 2,2 miljoner underskrifter.
En annan bidragande orsak var filmen 491 som byggde på Lars Görlings roman med samma namn. Denna satte igång en stor debatt bland framför allt kristna grupper om vart samhället var på väg. Hotet man såg var ett alltmer sekulariserat Sverige där materialism och moraliskt förfall skulle ta över. 140 läkare skrev dessutom till regeringen om sin oro över moraliska förfallet och sedeslöshet bland ungdomar.

### Idén om ett parti växer fram
Den 24 januari 1964 tog Lewi Pethrus, ledare för pingströrelsen och chefredaktör på tidningen Dagen upp frågan om bildandet av ett kristet parti på ledarsidan. Bland annat sade han ”Många har hört av sig” och ”den politiska debatten är till stor del ateistisk materialism”.
Förebild var Kristelig Folkeparti i grannlandet Norge, ett parti som bildats redan 1933 och senaste stortingsvalen haft ett valresultat kring 10 procent.
En konferens i Sigtuna, under ämnet "Kristendom och politik" anordnades av rektor Algot Tergel den 7 februari. Den skulle bland annat diskutera frågan om ett nytt parti. En kommitté tillsattes för att undersöka möjligheterna samt förbereda starten av ett nytt parti. Lewi Pethrus, samt åtta andra personer från olika samfund, valdes att bilda kommittén.
En stor debatt följde på denna kommittés bildande. Bland annat så publicerade Dagen den 19 februari en stor intervju med Kjell Bondevik, norska KrF:s ledare och 5 mars berättades om planerna på ett kristligt parti i Finland. Röster både för och emot höjdes i olika tidningar, ibland vilka Dagen uppvisade den mest positiva inställningen.
I Dalarna fanns många intresserade för en partibildning. Den 17 mars hölls därför ett möte I Leksand och under detta bildades en första politisk förening, som kom att kallas ”Upptakten till nya partiet”.

### Partiet bildas
Den 20 mars bildades slutligen föreningen Kristen Demokratisk Samling (KDS) i Stadsmissionens kyrksal i Gamla stan i Stockholm. Ett 80-tal deltagare valde Birger Ekstedt. Man hade ännu inte tagit ställning till om föreningen skulle ställa upp som ett parti i riksdagsvalet samma år, men vid ett styrelsemöte den 15 april konstituerades partiet och det bestämdes att det skulle ställa upp i val.
Efter detta började ett intensivt arbete med att bygga upp en organisation i landet och att förbereda denna inför valrörelsen. Redan efter en månad, den 20 april, öppnades ett partikansli i IBRA:s lokaler på Sveavägen 34 i Stockholm. I mitten av juni hade 20 länskommittéer bildats, vilka tillsammans täckte större delen av Sverige. Vid ungefär samma tid lämnades ansökan om registrering av namnet Kristen Demokratisk Samling in till inrikesdepartementet.
Kritiker mot det nya partiet hävdade att socialdemokraterna med KDS skulle få större möjligheter att behålla makten. Lewi Pethrus frågar sig dock i boken Ny Mark: "På vem har det då berott att socialdemokraterna fått sitta kvar vid makten de gångna trettio åren".

### Första partiprogrammet
Det första, ganska korta program som antogs inför valet 1964 var till stor del inspirerat av syskonpartiet KrF:s program, och innehöll många liknande frågor. Programmet anger partiets mål med att man vill ”på kristen-rättslig grund bygga ett livskraftigt och människovärdig samhälle”. I programmet, som avhandlar 12 ”riktpunkter” vänder sig mot den materialistiska utgångspunkten i politiken och det politiska blocksystemet. Istället måste man utgå från ”folks längtan efter personligt engagerande mål även för samhällsarbetet”. och ”slå vakt om hemmet och familjen, själva grundvalen för samhällsbyggandet”.
Vid årets slut hade partiets medlemsantal växt till 14 500.

## De första åren (1964–1976)

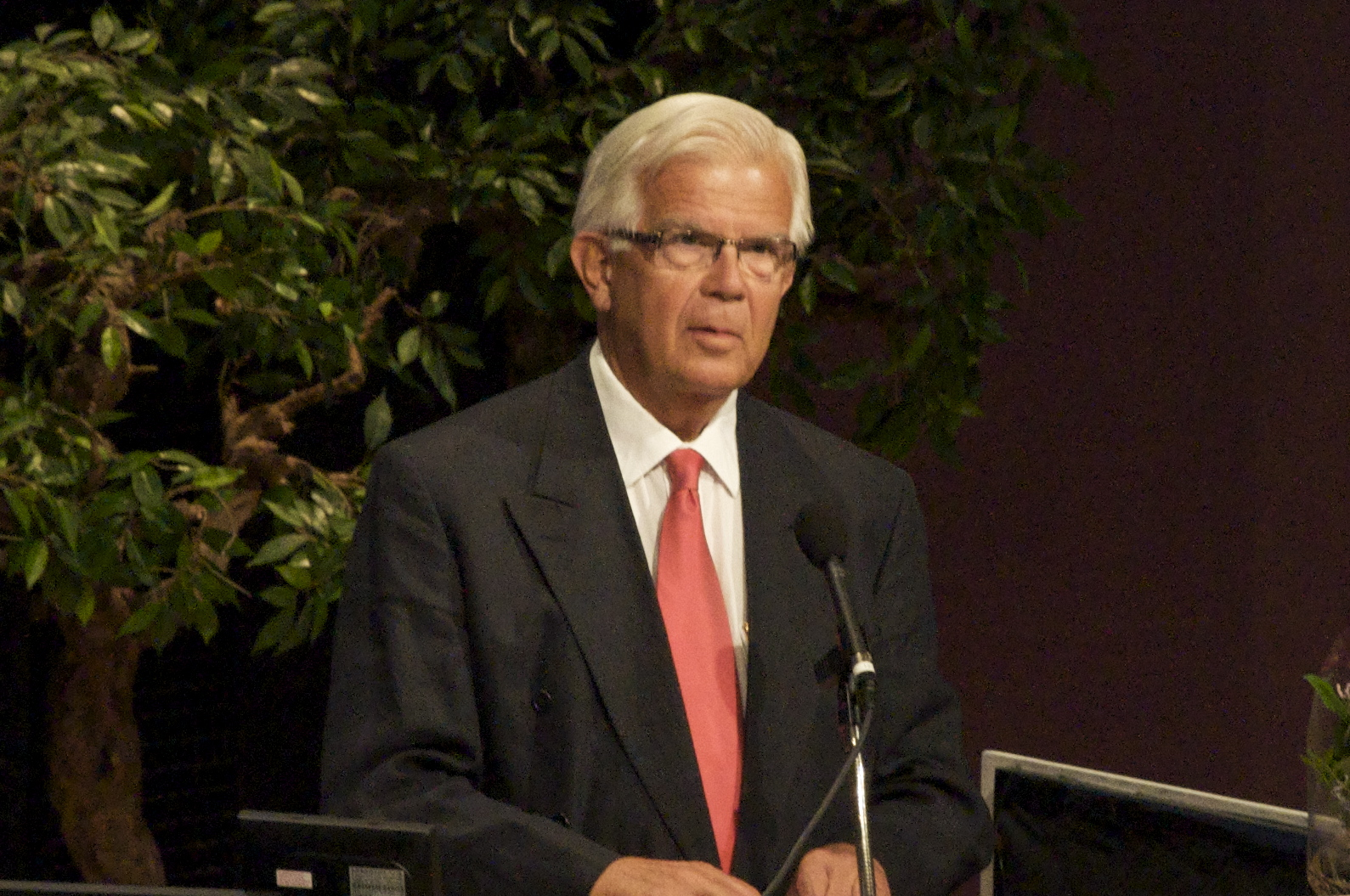
Alf Svensson, partiledare 1972–2004.

Månaden före valet höll partiet sitt första riksting i Uppsala. Under detta släppte Expressen nyheten att det fanns ”en nazist i KDS-toppen”. Den utpekade var rådmannen Harald Ljungström som kandiderade till riksdagen som förstanamn på Stockholms stads lista. Han hade 20 år tidigare varit ordförande för Sveriges nationella förbunds ungdomsorganisation men menade att det inte gjorde honom till nazist så många år efter. Efter valet lämnade Ljungström partiet.
Riksdagsvalet hösten 1964 gick dock inte så bra som man förväntat sig. Partiet, som ställde upp i 16 av landets 28 valkretsar i valet till Andra kammaren fick 75 389 röster (1,8 %). Detta räckte inte ens till ett mandat. Bäst gick det i Jönköpings län där man nådde 4,7 procent. Några få kommunalval genomfördes samtidigt och partiet tar några enstaka mandat.
Valet blev givetvis en stor besvikelse. Förväntningarna hade varit för alltför höga, många hade trott att partiet hade en reell möjlighet att ta sig in i riksdagen. Nu låg partiet i spillror, kraftigt skuldsatt. Trots motgångarna villa man jobba vidare och påbörjade en insamling för ”utplånandet av 1964 års valskuld”.
År 1965 gav partiet ut första numret av tidningen Samhällsgemenskap, som 1988 bytte namn till Kristdemokraten. 2015 ersattes den av veckotidningen Poletik som dock lades ner 2016.
Inför kommunalvalen 1966 gav partiet ut häftet "Frågor och svar" där man i 50 frågor med berättade om partiet och dess grundläggande värderingar. 354 kristdemokrater blev i valet invalda i landets olika kommunfullmäktigeförsamlingar och 1 ledamot i Västerbottens läns landsting.
År 1966 höll partiet sitt riksting i Hedbergska skolans aula i Sundsvall. I samband med detta ordnades ett särskilt möte där partiets ungdomsförbund bildades. Förbundsordförande blev Bernt Olsson och till vice ordförande valde man Alf Svensson. Det skulle dröja till 1970 innan Alf Svensson tog över ordförandeklubban. Bildandet av förbundet föregicks dock av att ett antal lokala ungdomsgrupper och studentföreningar bildats. På Uppsala universitet verkade studentföreningen KDF, där Jan Erik Ågren, sedermera riksdagsledamot, ingick i ledningen.
Året därpå satsade partiet på ett eget förlag och bildade Samhällsgemenskaps förlag.
Partiet kallades en tid på 1960-talet för "vatten-och-luft-partiet" för sin miljöpolitiska profil. År 1968 gick Högerpartiets riksdagsledamot Dagmar Heurlin över till partiet. I och med detta blev hon på sätt och vis kristdemokraternas första riksdagsledamot, om än som politisk vilde.
Partiet växte men så började de etablerade partierna diskutera ett nytt valsystem 1967 med spärrar mot småpartier. Motståndare tog tillfället i akt och började tala om bortkastade röster om man röstade på KDS. År 1971 infördes enkammarriksdagen och med detta ändrades valsystemet från d’Hondts metod till jämkade uddatalsmetoden med spärr. Spärren för att få mandat sattes till 4 procent, något som gjorde att KDS politiska genombrott skulle dröja. I riksdagsvalet 1970 fick partiet 1,8 procent av rösterna och misslyckades därmed att få mandat i enkammarriksdagen, man tappade också kommunalt och minskade till 288 fullmäktigemandat. ”Vi bryr oss om” var partiets slogan med stort fokus på skolan, bland annat att införa friskolor i Sverige, något som först kunde genomföras år 1992 efter att partiet hamnat i regeringsställning.
I slutet av 1971 insjuknade Birger Ekstedt. Han omvaldes som partiordförande sommaren 1972 på rikstinget i Kalmar men dog bara några dagar senare. Ett extra riksting utlystes 20 januari 1973 på vilket den då tämligen okända adjunkten, tillika ungdomsförbundets ordförande Alf Svensson från Gränna väljs till partiets nya ledare. På valaffischerna 1973 blev budskapet "Nu kommer Alf Svensson". Resultatet i riksdagsvalet 1973 slutade som i förra valet, 1,8 procent.
År 1975 köpte partiet dagstidningen Karlshamns Allehanda som gått i konkurs. Alf Svensson blev ledarskribent. Tidningen drevs under ett och ett halvt år innan den åter igen gick i konkurs och togs över av Blekinge Läns Tidning.

## Höger eller vänster? (1976–1982)

### Utanför höger-vänsterskalan
KDS hade från starten deklarerat att man inte ville placera in sig på den traditionella höger-vänsterskalan, som man ansåg förlegad.
I sitt partiprogram stod man istället upp för människovärdet framför materialismen. Partiets och ungdomsförbundets logotyp kom därför under en lång tid att ha färgerna rött och blått, för att tydliggöra avståndstagandet till blockpolitiken.
Detta ogillades av de etablerade partierna som försökte få partiet att räknas på den andra planhalvan än de själva spelade på. Socialdemokraternas broderskapsrörelse införde begreppet "kristen vänster" för att säkra sin planhalva. Inom folkpartiet bildades "folkpartiets kristna sociala råd".
I Jönköping gick det så långt att kommunfullmäktige hade en votering om till vilket block man skulle hänföra kristdemokraterna, trots att partiet självt protesterade mot det orimliga i detta förfarande.
För partiets grundare Lewi Pethrus var "kommunismen det mest materialistiska partiet". Men det skulle dröja nära 20 år innan partiet officiellt stödde ett borgerligt regeringsalternativ.

### Kampanjen "rösta borgerligt"
Inför riksdagsvalet 1976 rådde högervindar. En kraftfull kampanj för att rösta borgerligt bildades med syfte att få till stånd en borgerlig regering. De sista dagarna innan valet satte därför organisationen Rösta Borgerligt igång en stor annonskampanj mot KDS för att få folk att välja ett borgerligt parti istället för att "kasta bort" rösten på KDS som ju aldrig klarat 4-procentspärren. Riksdagsvalet blev därför ett stort nederlag för partiet som bara fick 1,4 % av rösterna. KDS ökade dock i kommunvalen till 2,1 % och fick 276 mandat i olika kommunfullmäktigeförsamlingar och 12 mandat i landstingsfullmäktige.

### Kärnkraftsomröstningen 1980
Inför folkomröstningen om kärnkraften i Sverige 1980 tog partiet ställning för Linje 3 - ett nej till fortsatt utbyggnad och en snabb avveckling av kärnkraften. Här kom partiet att driva samma linje som Centerpartiet och Vänsterpartiet Kommunisterna.

### Löntagarfonderna
1982 stod Löntagarfonderna i fokus inför valet. Socialdemokraterna ville införa dessa som ett sätt att genomdriva en socialisering av Sveriges företag. Genom att frånta företagen en del vinster kunde man skapa fonder som skulle äga företagen. LO stod som drivkraft bakom förslaget och 1978 förklarade Olof Palme att man skulle genomföra löntagarfonderna. KDS sade bestämt nej till kollektiva löntagarfonder, men kunde tänka sig fonder med individuella andelar. Efter valet 1982 infördes löntagarfonderna och fanns kvar fram till den borgerliga valsegern 1991.

### Ställningstagandet
Inför valet tog partiet aktivt ställning för en icke-socialistisk regering och räknas alltsedan dess till det borgerliga blocket. Centerpartiets riksdagsledamot Sven Johansson, gick med i partiet, liksom miljöprofilen Björn Gillberg och skådespelaren Eva Rydberg. De sistnämnda ställde båda upp på partiets riksdagslista inför valet.
I valet 1982 ökade partiet en tiondels procent till 1,87 %, partiet fick nu för första gången över 100 000 röster. Partiet fick sitt första kommunalråd - i Jönköpings kommun.

## Vägen till genombrottet (1982–1991)
1980-talet blev det decennium när partiet gick från att vara ett litet parti till att få sitt nationella genombrott.

### Ny politisk kurs
I början av 1980-talet började den politiska kursen läggas om. Partiet övergav bland annat sitt absoluta abortmotstånd och intog istället som partilinje åsikten att kvinnans frihet att välja skulle vara huvudprincipen samt att aborttalen skulle sänkas främst genom preventiva metoder. Kristdemokraternas största profilfråga blev familjepolitiken.
År 1982 bildades partiets sidoorganisation Kristdemokratiska kvinnoförbundet, där Laila Hultberg blev interimsordförande. Hon var då ordförande i partiets kvinnoråd, ett råd som funnits sedan 1972. Förbundet är sitt namn till trots öppet även för män.
År 1984 blev partiet medlem i den Kristdemokratiska Internationalen, idag kallad Centrist Democrat International.

### Valsamverkan med Centerpartiet
År 1985 hade KDS en valsamverkan med Centerpartiet på nationell nivå (riksdagsval) som innebar att man gick fram med egna listor men under den gemensamma beteckningen Centern. Redan inför valet 1979 hade man diskuterat en valsamverkan med Centerpartiet. Det gjordes också 1981 inför valet 1982 men då beslutade KDS själva att avbryta diskussionerna. Tanken med samarbetet var att KDS skulle kunna kringgå fyraprocentsspärren och ta sig in i riksdagen och att borgerligheten med KDS draghjälp kunde få en icke-socialistisk majoritet i riksdagen, samverkan kritiserades därför inte oväntat från socialdemokratiskt håll. Den 7 september 1984 offentliggjorde Alf Svensson och Thorbjörn Fälldin överenskommelsen.
Överenskommelsen mellan partierna innebar att de skulle ha varsin partilista i valkretsarna och att centerpartiets ledning skulle medverka till man på fem centerpartilistor skulle saxa in en kristdemokrat på valbar plats. Man visste ju att centerlistorna skulle vinna i stort sett överallt men genom detta förfarande skulle man kunna få in åtminstone fem kristdemokrater i riksdagen. Centerledningens "medverkan" innebar dock i slutändan att endast listan i Kalmar län fick en kristdemokrat på valbar plats. Centerpartiets motgång i valet innebar dock att denna plats gick till ett annat parti. Alf Svensson lyckades dock ta sig in i riksdagen på KDS Jönköpingslista.
Överenskommelsen skapade även stora spänningar såväl inom Centerpartiet, som inom KDS. En debatt uppstod om hur många mandat KDS var "garanterade" och riskerna med valsamverkan. Det hela resulterade slutligen i att ett av partiets stora affischnamn, miljödebattören Björn Gillberg, den 2 april, lämnade partiet med buller och bång.
Valet blev en framgång för KDS, man fick in Alf Svensson i riksdagen och grunden för genombrottet 6 år senare var lagd. I landstingsvalet fick man totalt 19 mandat i landstingen.

### Nytt namn och partiprogram
År 1987 reviderades partiets program och man bytte namn till Kristdemokratiska Samhällspartiet (KdS). Den 27 mars stod det klart att valsamverkan med Centerpartiet upphör i riksdagsvalet 1988. Huvudmålet för partiet blev då att Alf Svensson skulle bli återvald i Jönköpings län genom att klara 12-procentsspärren i någon valkrets. KDS gick framåt och fick 2,9 procent i riksdagsvalet och 10,6 procent i Jönköpings läns valkrets, vilket inte riktigt räckte ända fram. KDS-representanten fick således lämna riksdagen - men något hade hänt. Partiet hade blivit "rumsrent" och Alf Svensson känd, och enligt flera undersökningar Sveriges populäraste politiker.

## Genombrottet (1991–1994)
Att ett flertal kända personer gick med i partiet gav extra publicitet och i det borgerliga segervalet 1991 fick man över 7 procent av riksdagsrösterna.
I den borgerliga regeringen som tillträdde efter valet blev flera kristdemokrater statsråd: Alf Svensson som biståndsminister, Inger Davidsson som civilminister och Mats Odell som kommunikationsminister. År 1993 bildades Kristdemokratiska Seniorförbundet.

### Vårdnadsbidraget
År 1994 infördes den reform partiet kämpat för – Vårdnadsbidraget – av den dåvarande borgerliga regeringen. Syftet var att överföra makten att välja barnomsorgsform till föräldrarna och att jämställa olika former av barnomsorger. Kritiker har karakteriserat reformen som en "kvinnofälla" i det fall föräldrarna skulle välja att själva ha barnen hemma. Vårdnadsbidraget var på 2 000 kronor i månaden, och utbetalades för barn mellan ett och tre års ålder. Om barnet hade plats inom kommunal barnomsorg eller enskild barnomsorg mer än 30 timmar per vecka utgick inget vårdnadsbidrag. Ett minskat barnbelopp kunde också utgå om barnet hade plats mindre än 30 timmar per vecka inom den kommunala barnomsorgen.
Vårdnadsbidraget blev dock inte långvarigt. Kort efter valet samma år såg den nytillträdda socialdemokratiska regeringen till att reformen revs upp. Reformen har dock gjort comeback. Regeringen Reinfeldt (i vilken Kristdemokraterna ingick) gav kommunerna rätt att införa kommunala vårdnadsbidrag från den 1 juli 2008. I de kommuner som infört detta ges vårdnadshavarna, för barn som har fyllt ett år men inte tre år, ett bidrag på upp till 3 000 kronor i månaden skattefritt.

## Tillbakagång och förnyelse (1994–1998)

### Tillbakagången
I valet 1994 var Kristdemokraterna nära att åka ur riksdagen efter att blivit utsatta för, som de såg det, en smutsig valkampanj från socialdemokratiska grupper. Partiet fick 4,05 procent, endast 0,05 procent över spärren, och med 3 753 rösters marginal lyckades partiet bli kvar i riksdagen.

### Förnyelsen
Efter det som kunde ha blivit början till slutet för partiet, inledde partiet en förnyelse. År 1996 bytte partiet namn till Kristdemokraterna, med förkortningen KD. Detta ansågs bädda för att minska folks fördomar om partiet som ett konfessionellt parti. Ett nytt partiprogram antogs.

## Det etablerade partiet (1998–)

### Fjärde största parti
I valet 1998 blev partiet Sveriges fjärde största parti både i riksdagen och i medlemsantal. För första gången fick nu partiet ett borgarråd i Stockholm.

## 2000-talet

### Kristdemokraterna och Svenska kyrkan
Den 1 januari 2000 ändrades relationerna mellan Svenska kyrkan och staten, då kyrkan upphörde att vara statskyrka. Efter det följande kyrkovalet 2001 började Kristdemokraterna fundera på varför man som politisk icke-konfessionell organisation skulle delta i de kyrkliga valen. En utredning startades därför året därpå vilken presenterade sin slutsats till partiets riksting 2003. Där beslutades att man skulle bilda en från partiet helt fristående organisation och nomineringsgrupp för kristdemokrater som vill engagera sig i Svenska kyrkan. Organisationen fick namnet Kristdemokrater i Svenska kyrkan.

### Partiledarbyte
Partiet behöll fjärdeplatsen i 2002 års riksdagsval. År 2001 antogs ett nytt partiprogram, eller "principprogram" som partiet kom att kalla det. År 2004 lämnade Alf Svensson partiledarposten och efterträddes av Göran Hägglund. Svensson hade då varit partiledare i 31 år, vilket är det längsta tiden för en partiledare i Sveriges historia för ett stort parti.
Vid valet 2006 backade partiet ytterligare, men vann däremot regeringsmakten.

### Åter i regeringsställning
Efter valet 2006 fick Kristdemokraterna bilda regering tillsammans med övriga partier i den borgerliga Alliansen. Kristdemokraterna fick i denna tre statsråd:
- Göran Hägglund, socialminister (departementschef)
- Maria Larsson, folkhälso- och socialtjänstminister
- Mats Odell, kommun- bostads- och finansmarknadsminister

## 2010-talet
I valet 2010 backade partiet ytterligare något. Allianspartierna tillsammans kunde dock fortsätta i regeringsställning, men nu som minoritetsregering. I samband med regeringsombildningen efter valet slutade Mats Odell som minister och trädde in som gruppledare för partiet i riksdagen. Stefan Attefall som innehaft den posten den gångna mandatperioden gick istället in som ny civil- och bostadsminister.
I riksdagsvalet 2014 förlorade Allianspartierna regeringsmakten.
Den 25 april 2015 efterträddes partiledare Göran Hägglund av Ebba Busch Thor som enhälligt valdes till ny partiledare.
Under Busch Thors ledning beslutade partiet i oktober 2015 att lämna Decemberöverenskommelsen. Detta i strid med övriga tre Allianspartier. Överenskommelsen hade uppkommit efter regeringskrisen 2014 och inneburit att Allianspartierna gått med på att rösta igenom de budgetar som minoritetsregeringen Löfven lade fram under mandatperioden 2014–2018.
Under mandatperioden 2014–2018 låg Kristdemokraterna i många opinionsmätningar under 4%-spärren (i juni 2018 så lågt som 2,4 procent i Sifos mätning). Inför riksdagsvalet 2018 den 9 september 2018 lyckades man dock valspurta, och slutade som sjätte största parti med valresultatet 6,3 procent. Ett valresultat som är partiets högsta på 12 år och det femte högsta i partiets historia.